# Affaire Chantal Lavigne
Au mois de juillet 2011, Chantal Lavigne perd la vie à Sherbrooke, au Québec (Canada), des suites d'une séance de sudation à caractère ésotérique. L'affaire Chantal Lavigne attire l'attention des médias d'information de par le monde et le procès criminel qui s'est soldé par la condamnation de trois personnes a fait jurisprudence.

## Le groupe de croissance spirituelle
Chantal Lavigne montre de l'intérêt pour la croissance personnelle, l'agriculture biologique et les médecines alternatives. Elle se joint en 2007 à un groupe de croissance personnelle actif en Estrie. D'abord, intéressée par le reiki et d'autres formes de guérison énergétique, elle participera au cours des quatre années suivantes à de nombreux ateliers de groupe, explorant diverses disciplines de la mouvance Nouvel âge,.
Le groupe est mené par Gabrielle Fréchette, qui disait être habitée par l'esprit de l'être mythique Melchisédech,. Elle offre un grand nombre de cours de croissance personnelle à saveur ésotériques, de même que des consultations privées, à partir de son centre de croissance personnelle à Sainte-Hélène-de-Chester jusqu'en 2007, année ou elle déclare faillite. Elle poursuit ensuite ses activités en louant les locaux nécessaires à ses ateliers,. Éventuellement, certains des membres du groupe deviennent eux-mêmes formateurs. D'après des experts, offrir une succession d'ateliers coûteux permettant éventuellement aux adhérents de devenir eux-mêmes formateurs est un modèle d'affaires courant de ces groupes de croissance personnelle,,.
Chantal Lavigne participe à de nombreuses activités du groupe, y compris des voyages à l'étranger. Gabrielle Fréchette l'incite à pousser sa formation pour acquérir les connaissances nécessaires pour devenir elle-même shaman, lui disait qu'elle jouait ce rôle dans l'une de ses vies antérieures,,.
Lavigne approche apparemment les ateliers avec un certain esprit critique, n'hésitant pas à tenir tête à Fréchette à l'occasion. Néanmoins, en 2009, elle prend une année sabbatique de son travail à la naissance de son deuxième enfant. Le rythme de ses formations ésotériques augmente et les contacts avec ses proches diminuent. Les retraites du groupe durent plusieurs semaines. Il apparaît plus tard que Fréchette lui révèle qu'elle est destinée à vivre des événements tragiques si elle ne mène pas à bout sa formation ésotérique, une prophétie que Fréchette a aussi faite à d'autres membres du groupe pour les convaincre de participer à certains exercices ou ateliers,,. Avec le recul, d'anciens membres du groupe interprètent d'autres gestes posés par Fréchette comme étant de la manipulation.
Diplômée en bureautique, Lavigne poursuit une carrière comme secrétaire, étant connue pour sa fiabilité et son caractère responsable des questions financières. Elle accumule pourtant une dette de carte de crédit allant jusqu'à 40 000$ pour une grande variété de cours, du reiki à l'apprentissage de rituels initiatiques,,,,.
Au mois de juillet 2011, Lavigne annule une fin de semaine de camping avec son mari et ses enfants pour aller suivre un atelier de plusieurs jours avec son groupe, à Durham-Sud. Lavigne partage avec son conjoint sa conviction qu'un événement tragique se produira à moins qu'elle ne participe à l'atelier.

## Le décès
L'exercice de sudation a lieu le 29 juillet 2011, dans un bâtiment loué à Durham-Sud, en conclusion à un atelier ésotérique de plusieurs jours appelé « Mourir en conscience »,,.
Bien que Fréchette dise s'inspirer de traditions autochtones pour expliquer le rituel, celui-ci a peu à voir avec une hutte à sudation. Les participants à l'exercice sont plutôt allongés à l'étage par une chaude journée d'été, enduits de terre, lourdement enveloppés de couvertures et d’une pellicule de plastique, une boîte de carton placée sur leur tête. Gabrielle Fréchette, avec ses assistants Ginette Duclos et Gérald Fontaine, les dirige dans des exercices de respiration visant à provoquer un état d'hyperventilation,,,,,,. Fréchette dit avoir appris ce type d'exercice de sudation du « shaman celte » français Patrick Dacquay, mais celui-ci nie l'avoir formée et lui-même utiliserait des techniques qui diffèrent de celles de Fréchette sur plusieurs points importants. Fréchette n'a aucune formation médicale.
Avec les huit autres participants, Chantal Lavigne passe entre cinq et neuf heures dans cette position, sans eau ni nourriture. Quand trois participants ont abandonné et que l'un d'entre eux subit de sérieux malaises, Fréchette décide de mettre fin à l'exercice. Elle appelle les services d'urgence d'abord pour la participante qui semble être en hypoglycémie, puis une deuxième fois lorsqu'il apparaît que Chantal Lavigne est inconsciente. 
À leur arrivée, les ambulanciers constatent qu'il fait très chaud et humide à l'étage. Des sacs de couchage, des couvertures et des bâches de plastiques partageaient l'espace avec de la terre noire, des boîtes de carton, des excréments et des traces de vomissures. Ils ont du mal à obtenir de l'information de la part de Fréchette sur ce qui s'est passé; l'un d'eux appelle la Sûreté du Québec. Ils constatent que Chantal Lavigne respire rapidement, alors que son taux d'oxygène sanguin est très bas. Ses pupilles ne réagissent pas à la lumière.
Lavigne est d'abord transportée à l'Hôpital Sainte-Croix de Drummondville, où l'urgentologue constate une déshydratation sévère et un état de choc avancé. Ses organes ont manqué d'oxygène. Une réhydratation par la moelle osseuse est tentée et elle est transportée à l'Hôpital Fleurimont à Sherbrooke, où elle est décédée peu après,.
Un examen du coroner conclut que Lavigne est décédée d'hyperthermie et d'insuffisance multiviscérale. Elle n'avait aucun antécédent médical,,.
Chantal Lavigne avait 35 ans, sans antécédents médicaux.

## Le procès
Gabrielle Fréchette, Ginette Duclos et Gérald Fontaine sont arrêtés par la Sûreté du Québec un an plus tard, le 26 juillet 2012. Ils conservent leur liberté en attendant le procès. Celui-ci, très suivi par les médias, commence le 14 octobre 2014, devant des membres de la famille. Les accusés plaident non coupables à des accusations de négligence criminelle ayant causé la mort et choisissent un procès avec juge seulement. La défense argumente que le décès de Lavigne était un accident, étant donné les précautions prises, les participants pouvant abandonner au moment de leur choix,.
Au Canada comme dans de nombreux pays, le système de justice s'intéresse bien davantage aux actes qui ont été posés qu'aux convictions religieuses ou ésotériques qui pourraient être en cause. C'est donc sous l'angle d'une entrepreneure fournissant des services à des clients que le procès traite l'affaire, cherchant à déterminer si des mesures raisonnables ont été prises pour offrir une expérience sécuritaire aux participants,. 
Il s'agit du premier procès portant sur un décès semblable au Canada. Pour obtenir une condamnation de négligence criminelle ayant causé la mort, la couronne doit faire la preuve que les organisateurs étaient les responsables d'une « activité objectivement dangereuse sans prendre toutes les précautions nécessaires ». La couronne présente le témoignage de l'urgentologue qui a traité les deux femmes : celui-ci estime que toutes les personnes s'adonnant à l'exercice étaient en danger, était donné la nature et la durée du rituel.
Le procès s'est terminé le 8 décembre 2014, la juge Hélène Fabi remettant un verdict de culpabilité contre les trois accusés Gabrielle Fréchette, Gérald Fontaine et Ginette Duclos. Les coaccusés ont également été reconnus coupables de négligence criminelle ayant causé des lésions à l'égard de Julie Théberge,. La juge estime que les accusés ont fait preuve d'une « insouciance déréglée et téméraire à l'égard de la vie et de la sécurité des victimes »,.
En août 2015, avant que la sentence soit rendue, Gabrielle Fréchette change d'avocat, ce qui retarde la détermination de la sentence. Elle indique avoir graduellement mis fin à ses ateliers de croissance personnelle,.
C'est finalement le 29 janvier 2016 que la juge annonce qu'elle accorde la sentence réclamée par la couronne, soit trois ans d'emprisonnement pour Fréchette et deux ans pour les autres coaccusés. La juge reconnaît qu'il s'agit d'une lourde peine, qui a valeur d'exemple : « Le tribunal estime qu'il s'agit de la seule façon de dissuader ces personnes de se livrer à de telles activités, et aussi d'en éviter la prolifération. Le message doit être clair »,.
L'incarcération prend fin après trois jours, alors que la Cour d'appel accepte d'entendre la cause,. La Cour d'appel du Québec maintient le jugement en 2017. Étant donné la fin des procédures judiciaires, Fréchette, Duclos et Fontaine reprennent leur peine d'emprisonnement le 17 novembre,.
Les trois accusés, sans antécédent judiciaire, sont libérés sous condition après six mois d'incarcération. Gabrielle Fréchette doit s'abstenir de mener des ateliers ésotériques pendant sa période de probation.